# Nuno Valente
Nuno Jorge Pereira da Silva Valente (Lisszabon, 1974. szeptember 12. –) válogatott portugál labdarúgó.

## Külső hivatkozások
- NSNO – Az első Everton FC fansite